# Phenacorhamdia tenebrosa
Phenacorhamdia tenebrosa es una especie de peces de la familia Heptapteridae en el orden de los Siluriformes.

## Morfología
• Los machos pueden llegar alcanzar los 6,7 cm de longitud total.

## Hábitat
Es un pez de agua dulce.

## Distribución geográfica
Se encuentran en Sudamérica: cuenca de los ríos Paraná y cuenca del São Francisco en Brasil.